# Виниковский, Лазарь Ильич
Лазарь Ильич Виниковский (1 июня 1909 года, село Сладководная, ныне Мангушский район, Донецкая область — неизвестно) — советский военный деятель, Полковник (1942 и 1951 годы), кандидат военных наук (1941).

## Начальная биография
Лазарь Ильич Виниковский родился 1 июня 1909 года в селе Сладководная ныне Першотравневого района Донецкой области.

## Военная служба

### Довоенное время
В сентябре 1926 года был призван в ряды РККА и направлен на учёбу в 1-ю Ленинградскую артиллерийскую школу, в октябре 1927 года — в Объединённую военную школу имени ВЦИК в Москве, а в ноябре 1928 года — в Школу зенитной артиллерии в Севастополе, по окончании которой в сентябре 1929 года был назначен на должность командира взвода 113-го артиллерийского полка (Ленинградский военный округ).
С сентября 1931 года служил в 19-м отдельном зенитно-артиллерийском дивизионе (Ленинградский военный округ) на должностях помощника командира и командира батареи, помощника начальника штаба дивизиона. В мае 1936 года был назначен на должность помощника начальника 5-го отделения штаба 19-го стрелкового корпуса (Ленинградский военный округ).
В октябре 1937 года был направлен на учёбу в Военную академию имени М. В. Фрунзе, по окончании которой в апреле 1940 года стал адъюнктом этой академии.

### Великая Отечественная война
В августе 1941 года майор Л. И. Виниковский был назначен на должность начальника штаба 364-й стрелковой дивизии (Сибирский военный округ). 14 ноября дивизия вошла в состав 58-й резервной армии Ставки Верховного Главнокомандования, а в марте 1942 года — в состав 1-й ударной армии (Северо-Западный фронт), и вела оборонительные бои в районе Старой Руссы. В декабре 1942 года дивизия вошла в состав 8-й армии (Волховский фронт), после чего принимала участие в ходе операции «Искра» и Мгинской наступательной операции, а также при освобождении Тосно, за что дивизии было присвоено почётное наименование «Тосненская». За хорошее управление частями Л. И. Виниковский был награждён орденом Красного Знамени.
В январе 1944 года Виниковский был назначен на должность начальника штаба 14-го стрелкового корпуса, который принимал участие в ходе Псковско-Островской, Режицко-Двинской и Шяуляйской наступательных операций. С 6 по 9 мая 1944 года полковник Лазарь Ильич Виниковский временно командовал этим корпусом, ведшим оборонительные бои в районе станций Торошино и Подборовье в 20 километрах восточнее Пскова. В июле 1944 года был освобождён от должности начальника штаба корпуса и назначен на должность старшего преподавателя Военной академии имени М. В. Фрунзе.

### Послевоенная карьера
В августе 1947 года Виниковский по ходатайству суда чести старших офицеров академии был снижен в воинском звании до подполковника «за потерю чести и достоинства офицера, выразившуюся в организации частного предприятия по изготовлению и продаже учебного пособия с целью личной наживы».
В сентябре 1951 года был назначен старшим преподавателем Киевского высшего инженерного радиотехнического училища ВВС, и в октябре того же года ему вновь было присвоено воинское звание «полковник».
В ноябре 1958 года полковник Лазарь Ильич Виниковский уволен в запас.

## Награды
- Орден Ленина;
- Три ордена Красного Знамени;
- Орден Красной Звезды;
- Медали.